# Sanctuary (együttes)
A Sanctuary egy amerikai power metal együttes, amely Seattle-ben alakult 1985-ben. A zenekart a Megadeth-főnök Dave Mustaine fedezte fel és ajánlotta be a multinacionális CBS/Epic lemezkiadóhoz, ahol 1991-es feloszlásukig két stúdióalbumuk jelent meg. A Sanctuary volt tagjaiból alakult meg a Nevermore együttes.
2010-ben újjáalakult a zenekar és bejelentették, hogy új albumot készítenek, ami 2014. október 6-án megjelent The Year the Sun Died címmel a Century Media kiadónál.

## Történet
A Sanctuaryt 1985-ben alapította Warrel Dane (ex-Serpent Knight) énekes, Lenny Rutledge és Sean Blosl gitárosok, Jim Sheppard (ex-Sleze) basszusgitáros, valamint Dave Budbill dobos. 1986-ban elkészült demófelvételükre felfigyelt a Megadeth énekes/gitárosa Dave Mustaine és beajánlotta őket CBS égisze alatt működő Epic Recordshoz. A Sanctuary első nagylemeze 1987-ben jelent meg Refuge Denied címmel, amelynek Dave Mustaine volt a producere. Warrel Dane magas sikolyai mellett a thrashes power metal lemez másik igazán emlékezetes momentuma a Jefferson Airplane klasszikus "White Rabbit" dalának feldolgozása volt. Az album megjelenése után a Sanctuary elkísérte a Megadeth-et annak európai turnéjára.
A Megadeth-turné végeztével ismét stúdióba vonultak, hogy Howard Benson producer segítségével elkészítsék az Into the Mirror Black címmel 1990 februárjában megjelent albumot. Második nagylemezével a Sanctuary hatalmas minőségi ugrást produkált. A technikás thrash metal felől közelítő új dalok nem nélkülözték a megjegyezhető dallamos témákat sem. A "Future Tense" című dalra videóklipet forgattak. Júliusban a lemezbemutató turné támogatására promóciós célból az Epic kiadott egy koncert-EP-t (Into the Mirror Live), amelyet két hónappal korábban rögzítettek Kaliforniában. A turné közben Sean Blosl gitáros kilépett az együttesből és Jeff Loomis érkezett a helyére, akit két évvel korábban a Megadeth-ben is meghallgattak.
A '90-es évek megváltozott zenei légkörében az Epic megpróbálta az új trend, a grunge felé terelni a Sanctuaryt. Ez megosztotta a csapatot és végül Dane, Sheppard, valamint Loomis úgy döntöttek, hogy egy új együttesben viszik tovább az Into the Mirror Black album technikás zenei világát és megalakították a Nevermore-t, amely minőségi albumok sorozatával szerzett magának nevet a következő két évtizedben. A Sanctuary ezzel 1991-ben feloszlott.

## Diszkográfia
Stúdióalbumok
- Refuge Denied (1987)
- Into the Mirror Black (1990)
- The Year the Sun Died (2014)

Koncertalbumok
- Into the Mirror Live (EP, 1990)

Egyéb kiadványok
- 1986 Demo (demó, 1986)
- Interchords – Words and Music (split, 1988)
- Refuge Denied & Into the Mirror Black (válogatás, 2010)
- Inception (korai felvételek, 2017)